# Єлховка (Кстовський район)
Єлховка (рос. Елховка) — село в Кстовському районі Нижньогородської області Російської Федерації.
Населення становить 19 осіб. Входить до складу муніципального утворення Большемокринська сільрада.

## Історія
Від 2009 року входить до складу муніципального утворення Большемокринська сільрада.

## Населення
| 2002 | 2010 |
| ---- | ---- |
| 24   | ↘19  |